# Caciquisme

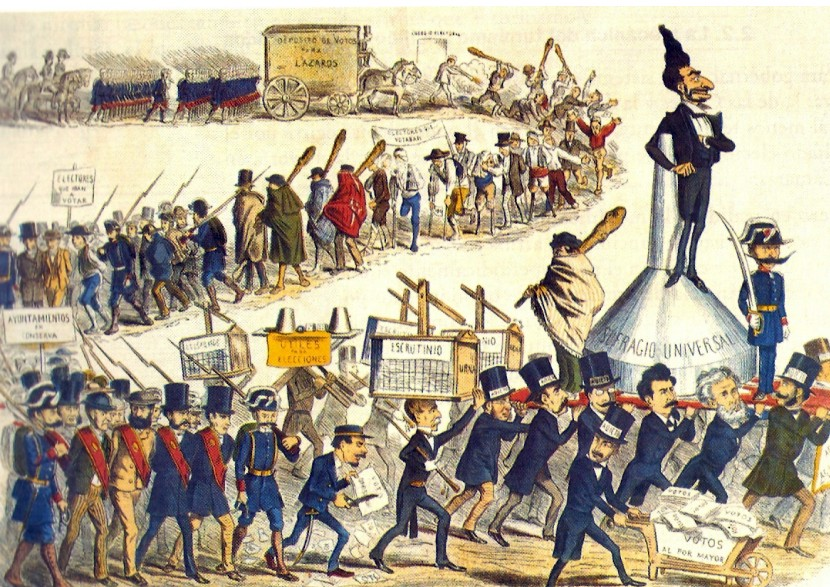
Caricatura del setmanari La Flaca satiritzant la farsa electoral d'aleshores: amb Sagasta al davant, hi apareix un seguici de cacics, sicaris, agents de l'ordre públic, camperols i obrers acudint a votar en un sistema electoral on, fins i tot, les paperetes dels morts hi són manipulades.

El caciquisme és un sistema social i polític en el qual existeixen formalment les institucions de la democràcia parlamentària (com les eleccions o els partits polítics), però a la pràctica el poder real es troba en mans de les persones (cacics) que posseeixen major influència econòmica i social en cada localitat, comarca o regió.Aquestes persones manipulen els resultats de les eleccions per a beneficiar als seus interessos.

## Etimologia
La paraula prové de la llengua dels taïnos i significa 'reietó d'indis', via el castellà va passar al català on la primera vegada va aparèixer al diccionari de Pere Labèrnia el 1839.

## Caciquisme a la Restauració
La concreció electoral del caciquisme era tan sols una de les múltiples formes de manifestar-se la influència dels cacics en una societat de clienteles, tot i que va ser la principal característica. Tal sistema de clientelisme ja existia a l'antiga Roma. En un sentit ampli, l'estructura de clienteles en la societat espanyola no es va crear en l'època de la Restauració, sinó que enfonsa les seves arrels molt més enrere. Va ser a mitjan segle xix quan, per mitjà de la venda de béns desamortitzats, el clientelisme rural va adquirir una dimensió nova, en afirmar-se en el marc d'una economia de mercat. Des d'aquest moment es van anar decantant les formes de relació social que, amb la implantació de l'Estat liberal canovista, van confluir per configurar la normalitzat de funcionament polític. El sistema caciquil va tenir, segons tots els indicis, la seva principal fortalesa al món agrari, encara que també actués, en menor mesura, en l'urbà. Dins d'una Espanya predominantment rural, les terres de la Meseta central i del Sud de la Península van resultar ser el camp abonat on va créixer amb més comoditat el caciquisme, al qual van dirigir ja des de finals del segle xix crítiques més violentes els homes que pretenien reformar la política nacional.
El caciquisme es va consolidar a Espanya durant la Restauració (1874-1923). Els cacics s'encarregaven de controlar els vots de totes les persones amb capacitat de vot de la seva localitat, la qual cosa era la base de l'alternança política que la Restauració demandava. Els cacics són persones amb poder econòmic, que compten amb un seguici (gent que treballen per a ell) format per grups armats, capaços d'intimidar als seus conveïns que saben que si les coses no transcorren segons els desitjos del cacic poden patir danys físics.
El règim liberal espanyol va estar en tot moment, fins a la ruptura que va significar la Segona República, i excepte breus i dubtosos períodes intermedis, dominat pel que fa als processos electorals pel frau i l'abstencionisme generalitzats. El caciquisme era, a més a més d'un sistema d'estructuració de la societat gens igualitari, una via per posar en relació al món urbà, on es prenien les decisions polítiques, amb el rural, és a dir, amb la major part del país. A través de les clienteles caciquils arribava fins als llocs més recòndits de la geografia espanyola una cosa semblant a l'autoritat.
Malgrat el que podria semblar, la xarxa caciquil no va ser estàtica ni tancada des del primer moment, sinó que és possible concebre-la com un conglomerat dinàmic, que a poc a poc sembla anar consolidant-se en el teixit sociopolític fins a fer gairebé impossible el seu desmembrament a les mans dels governants que van voler intentar-la. El « desarrelament » de tan vilipendiats mecanismes vindria de fora dels seus límits, amb la irrupció de formes polítiques noves, i ni tan sols podem estar segurs que la seva desaparició es produís fins a la Guerra Civil, o fins i tot més tard.

## Funcionament
En general, s'ha enfocat el problema del caciquisme com de caràcter essencialment polític i predominantment electoral. El cacic hauria estat una peça més en l'estructura de l'Administració centralitzada: era el cap local d'un dels partits, baula en la cadena d'una de les moltes clienteles que componien el sistema polític. Com a tal la seva missió consistia en la manipulació electoral tendent a la consecució d'uns resultats més o menys ficticis, moltes vegades obtinguts per mitjans il·legals, favorables al seu cap de files. La base del seu poder no hauria residit per tant en la seva posició econòmica, sinó en el seu control dels mecanismes administratius, el cacic, tant liberal com conservador, té en la localitat una influència que deriva del seu control sobre els actes de l'Administració; aquest control s'exerceix en el sentit d'imposar a l'Administració actes antijurídics, la immunitat del cacic respecte als governs deriva del fet que ell és el cap local del seu partit, sent els governants també caps nacionals de faccions del mateix o d'un altre partit o facció, necessitats tots de la lenitat governamental per perdurar com a tals partits o faccions. Aquest domini dels mecanismes administratius hauria permès al cacic la creació i el manteniment d'un patronatge, possible gràcies a la distribució discriminatòria de favors que beneficiava als seus fidels.
Les eleccions a Espanya van estar marcades pel frau, que per si mateix tenia la suficient importància com per haver-se constituït en l'encarnació mateixa del sistema polític. Uns mecanismes fraudulents que començaven per la manipulació del cens electoral, en el qual apareixien malalts, difunts i individus desconeguts, els vots eren aprofitats per qui demostrava major habilitat en la suplantació i la duplicació de sufragis.
Per descomptat, la lletra de les lleis no es corresponia amb les pràctiques polítiques, i menys amb les electorals. S'ha relatat amb freqüència el procés de preparació de les eleccions. Aquest començava amb el «encasellat», operació mitjançant la qual el Ministeri de la Governació emplenava les « caselles » corresponents als districtes amb els noms dels candidats que el Govern estava disposat a protegir. Aquests candidats podien ser del partit en el poder (aquell que ha aconseguit el decret de dissolució de les Corts i organitzava les eleccions per fabricar una majoria) o de l'oposició. Perquè l'encasellat no era simplement una ordre governamental, sinó el resultat d'àrdues negociacions entre les diferents forces polítiques. De fet, en el mateix partit que controlava el Consell de Ministres solien existir diferents tendències, representades pels caps de files de diverses clienteles, els quals exigien un nombre o un altre d'escons parlamentaris depenent de les seves forces. La descomposició de les dues formacions dinàstiques en el regnat d'Alfons XIII va augmentar la quantitat de líders i va dificultar l'encasellat.
Després d'aquest tram de l'encasellat, que es duia a terme a Madrid, les negociacions continuaven a nivell local, per mitjà del representant del poder central a cada província, el governador civil. El governador buscava l'acord amb els cacics del seu marc de competència, per aconseguir ajustar els resultats d'aquest als desitjos del Ministeri. Els cacics, que controlaven els diferents càrrecs importants (en els ajuntaments, jutjats, etcètera), actuaven d'acord amb la seva influència, i sovint imposaven la seva voluntat al representant governamental. El normal era que els consistoris municipals i els jutges de l'oposició dimitissin en favor dels oficialistes, però l'autoritat podia veure obligada a suspendre en els seus llocs als que no ho fan voluntàriament. Més endavant, en ser més difícil dur a terme aquestes falsificacions, alguns cacics van arribar a inscriure als morts del cementiri local.
El fenomen caciquil s'il·lustra perfectament amb l'anècdota del cacic de Motril, a la província de Granada. Quan va arribar el resultat de les eleccions, se'l van endur al casino del poble. El va mirar i, davant els expectants correligionaris que l'envoltaven, va pronunciar les següents paraules: 
Nosotros, los liberales, estábamos convencidos de que ganaríamos las elecciones. Sin embargo, la voluntad de Dios ha sido otra. Al parecer, hemos sido nosotros, los conservadores, quienes hemos ganado las elecciones.
(Nosaltres, els liberals, estàvem convençuts que guanyaríem les eleccions. No obstant això, la voluntat de Déu ha estat una altra. Pel que sembla, hem estat nosaltres, els conservadors, els que hem guanyat les eleccions.) 

## La crisi del sistema
Durant el regnat d'Alfons XIII el sistema polític i social que el caciquisme representava va ser motiu d'escàndol per a molts. Però les relacions de poder descrites van durar fins a almenys els començaments de la quarta dècada del segle xx. Davant la desmobilització popular i una oposició que no aconseguia articular autèntics moviments de masses al país, la xarxa caciquil va continuar funcionant sense que els intents per acabar amb ella tinguessin èxit. L'efectiva democratització no arribaria fins a 1931, quan la República, que per a molts encarnava la llibertat i la democràcia en sentit autèntic, hauria d'enfrontar amb obstacles que van impedir la implantació duradora d'un règim representatiu a Espanya.
Hi va haver moments en què semblava que l'opinió pública anava en efecte a trencar el cercle polític oligàrquic, com quan es va implantar el sufragi universal (1890), en la crisi colonial (1898) o en l'última etapa del període, quan es descomponien els partits del torn, però totes les esperances van quedar defraudades. La impotència que sentien els que desitjaven un canvi polític substancial explica parcialment l'acceptació del cop d'estat del general Primo de Rivera, en el programa figuraven de forma preferent la fi de la vella política i la regeneració del país. Els objectius que la dictadura declarava incloïen la simple substitució de la minúscula política de l'etapa caciquil, reduïda al servei de les clienteles, per la «autèntica» política. Es concebia la tasca del dictador gairebé com la d'un messies que miraculosament trauria l'Estat de la seva prostració. No obstant això, les mesures contra el caciquisme que va aplicar el nou règim van tenir una curta durada temporal: es van suspendre ajuntaments i diputacions, i es va sotmetre a aquestes institucions a la fiscalització de les autoritats militars de cada província primer i de delegats governatius enviats a aquest efecte després. Aquests delegats van acabar en molts casos convertint-se en els substituts dels cacics, o veure impossibilitada la seva tasca regeneradora per l'acció dels jutges, que com sabem formaven part de les xarxes caciquils.
La proclamació de la República i les transformacions d'ordre democràtic que va portar annexes van quedar reflectides en aspectes com la participació plena de tendències polítiques fins llavors marginades com els partits republicans i el socialisme, i l'establiment d'una legislació electoral més justa i participativa. Això va conduir en algunes zones a la crisi definitiva del sistema caciquil, però en altres aquest mètode de dominació secular va conservar tota la seva força al perviure els forts llaços d'influència personal que eren la seva garantia. D'altra banda, les instàncies tradicionals del poder en l'àmbit agrari van començar a organitzar-se en defensa dels seus interessos a través de partits capaços de competir en la nova situació. Així van sorgir noves forces polítiques de tarannà conservador com els agraris; altres van patir un significatiu procés de moderació com el radicalisme, i també es van formar importants partits de masses, com la CEDA.